# Thrasops flavigularis
Thrasops flavigularis — вид змій родини полозових (Colubridae). Мешкає в Центральній Африці.

## Поширення і екологія
Thrasops flavigularis мешкають на південному сході Нігерії, в Камеруні, Габоні, Екваторіальній Гвінеї, Республіці Конго і Демократичній Республіці Конго. Вони живуть у вологих тропічних лісах, на висоті до 2000 м над рівнем моря. Ведуть денний, деревний спосіб життя. Живляться амфібіями, птахами і гризунами.